# Kermel

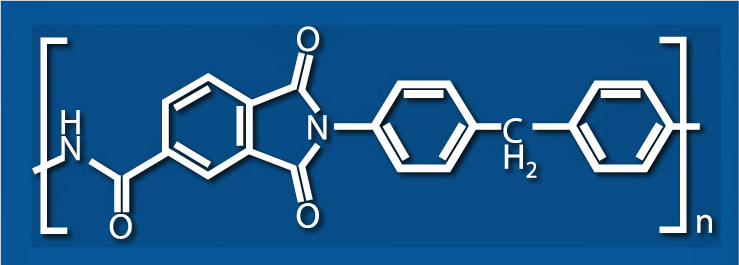
Chemická struktura kermelu

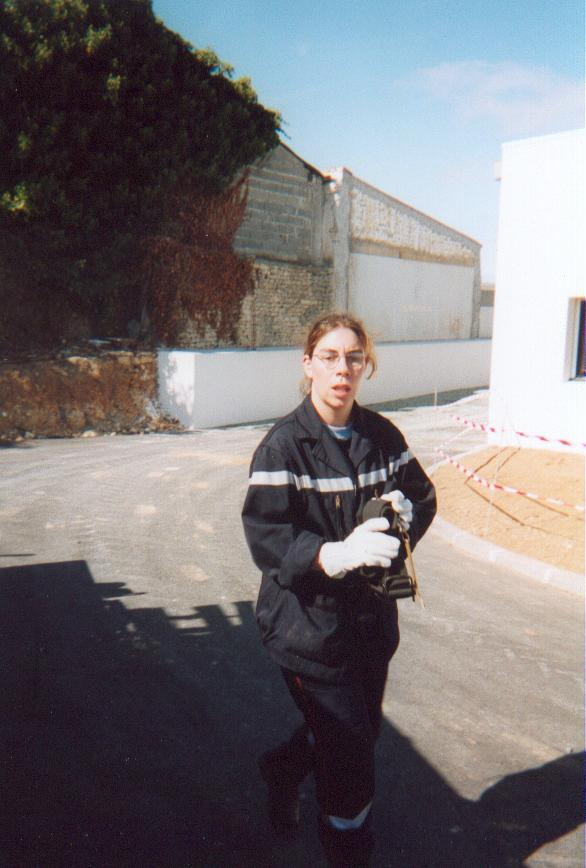
Hasičský oblek z kermelu

Kermel je obchodní značka textilího vlákna patřícího ke třídě meta-aramidů (mezinárodní zkratka PAI). Stejnojmenná francouzská firma je jediným známým výrobcem vláken tohoto druhu na světě.

## Historie
Práce na vývoji vlákna začaly v 60. letech 20. století, start zkušební výroby u firmy Kermel se datuje rokem 1972. Po několika změnách vlastnictví podniku je od roku 2012 majitelem většiny akcií francouzská investorská společnost Qualium. Za rok 2011 vykázala firma se 100 zaměstnanci obchodní obrat 37,5 milionů €, kapacita výroby vláken obnášela 2000 ročních tun.

## Způsob výroby
Kermel se vyrábí  mokrým zvlákňováním s odváděcí rychlostí 300 m/min. K výrobnímu programu patří:
stříž  1,7 a 2,2 dtex v délkách 40-120 mm (na tkaniny a pleteniny)
stříž 1,7 až 7,1 dtex v délkách 40-90 mm a sekaná vlákna 1-10 mm (na netkané textilie)
Všechny druhy jsou (před zvlákňováním) barvené.

## Vlastnosti vlákna
Spec. hmotnost 1,34 g/cm³, tažnost 19 %, minimální sráživost, LOI 30-32 %, vlákno snáší trvale 180-200°C (při 400 °C ztrácí 5 % hmoty), vzdoruje mnoha kyselinám a organickým rozpouštědlům.
Dá se spřádat ve směsi s jinými vlákny, např. s modifikovanou viskózou nebo s vlnou. Tkaniny z kermelu mají vysokou pevnost v oděru, dají se prát a nesrážejí se. Cena vlákna dosahovala např. v roce 2004 až 30 €/kg. 

## Použití
Ochranné a bezpečnostní oděvy, filtrace horkých plynů, tepelná izolace